# Шанхай Шеньхуа
Футбольний клуб «Шанхай Грінленд Шеньхуа» або просто «Шанхай Шеньхуа» (спрощ.: 上海绿地申花足球俱乐部; кит. трад.: 上海綠地申花足球俱樂部; піньїнь: Шанхаі Люді Шеньхуа Зугю Юлебу) — китайський футбольний клуб з міста Шанхай, який виступає в Китайській Суперлізі.

## Досягнення

### Національні
- Китайська Цзя-А Ліга
  -  Чемпіон (3): 1961, 1962, 1995, 2003

- Китайська Суперліга:
  -  Срібний призер (3): 2005, 2006, 2008
  -  Бронзовий призер (1): 2010

- Кубок Китайської Футбольної Асоціації:
  -  Володар (6): 1956, 1991, 1998, 2017, 2019, 2023

- Суперкубок Китайської Футбольної Асоціації:
  -  Володар (5): 1995, 1998, 2001, 2024, 2025

### Міжнародні
- Кубок Чемпіонів А3
  -  Володар (1): 2007

## Відомі гравці
- Ніколя Анелька (2012—2013)
- В'ячеслав Глєб (2009)
- Дідьє Дрогба (2012—2013)
- Олександр Захариков (1994—1995)
- Володимир Нахратов (1994—1995)
- Сауль Мартінес (2002—2005; 2007)
- Тім Кегілл (2015—2016)
- Демба Ба (2015—н.ч.)
- Фреді Гуарін (2016—н.в.)
- Обафемі Мартінс (2016—н.ч.)

## Тренери
| ФК «Шеньхуа» - Сюй Геньбао (10 грудня 1993 — 31 грудня 1996) - Йордан Іванов Стойков (1997) - Анджей Стрейлау (1 липня 1997 — 30 червня 1998) - Мурісі Рамалью (1998) - Себастьян Лазароні (1999) - Любко Петрович (2000) Шеньхуа СВА СМЕГ - Ілія Петкович (2001) - Сюй Геньбао (1 грудня 2001 — 23 липня 2002) - У Цзиньгуй (в.о.) (22 липня 2002 — 31 грудня 2002) - У Цзиньгуй (1 січня 2003 — 31 січня 2003) - Говард Вілкінсон (1 березня 2004 — 30 травня 2004) - Цзя Сюцюань (2004) - Валерій Непомнящий (2004—2005) - У Цзиньгуй (1 січня 2006 — 31 грудня 2006) | Шеньхуа Ляньшень - Освальдо Хіменес (2007) - У Цзиньгуй (в.о.) (1 вересня 2007 — 31 грудня 2007) - У Цзиньгуй (1 січня 2008 — 3 вересня 2008) - Цзя Сюцюань (1 вересня 2008 — 1 грудня 2009) - Мирослав Блажевич (19 грудня 2009 — 9 серпня 2011) - Ши Жикань (1 січня 2011 — 31 грудня 2011) - Дражен Бесек (10 серпня 2011 — 31 грудня 2011) - Жан Тігана (1 січня 2012 — 26 квітня 2012) - Флоран Ібенге (в. о.) (26 квітня 2012 — 29 травня 2012) - Серхіо Батіста (30 травня 2012 — 4 липня 2013) - Ніколя Анелька (короткий період — граючий тренер) (квітень 2012) - Шень Шиангфу (5 липня 2013 — 29 березня 2014) | Грінленд Шеньхуа - Сергіо Батіста (29 березня 2014 — 30 листопада 2014) - Франсіс Жийо (4 грудня 2014 — 29 листопада 2015) - Грегоріо Мансано (18 грудня 2015 —) |